# Mbaka'a
Pour les articles homonymes, voir Mbaka.
Mbaka'a ou Mbakah est un village de la région du Centre au Cameroun, localisé dans l'arrondissement (commune) de Bikok et le département de la Méfou-et-Akono.

## Population
En 1965 Mbaka'a comptait 190 habitants, principalement des Ewondo.
Lors du recensement de 2005, ce nombre s'élevait à 189.